# 太政官布告・太政官達
太政官布告（だじょうかんふこく）・太政官達（だじょうかんたっし）とは、ともに太政官によって公布された明治時代初期の法令の形式である。

## 概要
太政官布告および太政官達は、いずれも、明治時代初期に最高官庁として設置された太政官によって公布された法令の形式である。
布告と達の区別については当初から厳密な区別はなかったが、1873年（明治6年）に、各官庁および官員に対する訓令としての意味を持つものについては、その結文を「云々候條此旨相達候事」又は「云々候條此旨可相心得候事」とし、全国一般へ布告すべきものについては、「云々候條此旨布告候事」として、区別することにした（明治6年太政官布告第254号）。後年、前者が「太政官達」と、後者が「太政官布告」と呼称されるようになる。
しかし、実際の取扱いとしては、その後もそのような区別が厳密にされていたとは言い難く、一般国民を拘束する内容を持つものであっても太政官達の形式により定めたものもあった。
また、明治初期の国家意思形成の不統一性の問題もあり、規制対象を同じくする法令が何度も公布され、法令の名称についても、「法」、「条例」、「規則」、「律」などさまざまであった。また、太政官名義ではなくその下部組織の名義で公布された法令もあったが、効力関係に上下はなかったとされている。
1885年（明治18年）12月22日、内閣制が発足したことに伴い、太政官制は廃止された。翌1886年（明治19年）2月26日には、法令の効力や形式を定式化するため、公文式（明治19年勅令第1号）が制定され、太政官布告・太政官達という法形式は廃止された。

## 憲法施行以後の効力
公文式施行以前に公布された太政官布告・太政官達は、以後に成立した法令に反しない限り、その効力を有する。
1889年（明治22年）に公布された大日本帝国憲法では、その第76条1項で「法律規則命令又ハ何等ノ名稱ヲ用ヰタルニ拘ラス此ノ憲法ニ矛盾セサル現行ノ法令ハ總テ遵由ノ効力ヲ有ス」と規定しており、従前の法令も、その内容が違憲でない限り有効なものとして扱われた。したがって、太政官布告・達が対象とした事項が帝国憲法下で法律事項とされる場合（天皇に立法権があるが、帝国議会の協賛を必要とする）には法律としての効力を有し、命令事項である場合は命令としての効力を有するものとされた。
1946年（昭和21年）に公布された日本国憲法には同憲法施行前の法令の効力に関する明文の規定はない。この点、第98条1項が「その条規に反する法律、命令……の全部又は一部は、その効力を有しない。」としており、その解釈につき、帝国憲法下の法令については、法令の内容が違憲である場合にのみ無効とする見解（内容説）、内容が合憲であっても法令の形式が違憲であれば効力はなく、効力存続のためには別途特別の措置が必要とする見解（形式説）とに見解が分かれる。
実務上は、帝国憲法下で法律として制定されたもの（法律としての効力を有していた太政官布告・達も含む。）は、内容が違憲でない限り効力が存続するものとして扱われている。その一方、帝国憲法下で命令として制定されたもの（命令としての効力を有していた太政官布告・達も含む。）は、当該命令の対象が日本国憲法下でも命令事項である場合は引き続き命令としての効力を有するが、法律事項である場合は原則として1947年（昭和22年）12月31日限りでその効力が打ち切られ、必要なもののみ国会により再度制定された（日本国憲法施行の際現に効力を有する命令の規定の効力等に関する法律1条）。
ただ、前述した明治初期における国家意思形成の不統一性の問題や、規制対象を同じくする法令が何度も公布されたこともあり、布告・達が後の法令で明示的に廃止されなかった場合は、後に、内容が矛盾する法令が制定されたとの解釈により効力を失ったのか否か疑義が生じたものもある。

## 現行法令としての効力があると解されることがあるもの
日本の国家機関がネット上で公開している法令集で、現行法令として有効な太政官布告及び太政官達を収録しているものは、デジタル庁が管理しているe-Gov法令検索、国立国会図書館が管理している日本法令索引がある。また、大政奉還から公文式施行までに制定された法令の制定・改廃経過等が検索できるサイトとして、国立国会図書館が管理している日本法令索引〔明治前期編〕がある。
しかし、以下のとおり、現行法令として扱われる太政官布告及び達の範囲が各サイトで異なっている。
改暦ノ布告（明治5年11月9日太政官布告第337号）
法令全書の目録標題は「太陰暦ヲ廃シ太陽暦ヲ頒行ス」、通称は「改暦ノ詔書並太陽暦頒布」。
太陽太陰暦（旧暦、天保暦）から太陽暦（新暦）への改暦、不定時法から定時法に改め24時制の導入を定めた詔書を公布したもの。グレゴリオ暦の導入を目的としたが、グレゴリオ暦の肝心な要素である「西暦の年が、100で割り切れて、かつ400で割り切れない年は閏年としない。」というルールが脱落していたことが後に判明した。このため、閏年ニ関スル件（明治31年勅令第90号）により不備が補われた。
絞罪器械図式（明治6年2月20日太政官布告第65号）
死刑の執行に使用する器械の形状を定めたもの。 最大判昭和36年7月19日刑集15巻7号1106頁が、法律と同一の効力を有するものとして、有効に存続していると判断している。
もっとも、この最高裁判決に対しては、絞罪器械図式は新律綱領を一部改正する趣旨の法令であるところ、図式中の絞架に関する定めが明治6年3月25日司法省布達第21号によって明治5年11月27日太政官達第378号監獄則の附録監獄図式に追加されたことにより、絞罪器械図式は実質的な独立性を失い、同監獄則は明治14年9月19日太政官達第81号監獄則により全面改正されたという経緯があることを理由に、絞架に関する定めは成文法的裏付けを失ったとする見解がある。
勲章制定ノ件（明治8年4月10日太政官布告第54号）
栄典の一種である勲章について定めたもの。政令しての効力を有するとの行政解釈に従い、勲章従軍記章制定の件等の一部を改正する政令（平成14年政令第277号）1条によって改正された。もっとも、栄典の授与は、明治憲法下では天皇大権事項であり勅令の対象であったのに対し日本国憲法下では法律事項であるとして、法律事項を法律の根拠なしに政令で定めたことになり違憲とする見解も有力である。この見解によれば、日本国憲法施行の際現に効力を有する命令の規定の効力等に関する法律1条に基づき、1947年（昭和22年）12月31日限り失効したと解される。
裁判事務心得（明治8年6月8日太政官布告第103号）
裁判の際の法源の適用原則などを明らかにしたもの。刑事に関する事項が失効していることは争いはないが、民事に関する事項について現在でも効力が残っているか、残っているとしてその範囲等については争いがある。
下級審の裁判例では、裁判事務心得に触れているものがある。
なお、日本法令索引〔明治前期編〕では、裁判所構成法（明治23年法律第6号）および民事訴訟法（明治23年法律第29号）により消滅とする。
不用物品等払下ノトキ其管庁所属ノ官吏入札禁止ノ件（明治8年8月27日太政官達第152号）
国有財産の払い下げにおいて、その所管官庁に所属する公務員による入札を禁じたもの。
e-Gov法令検索には現行法令として掲載されているものの、日本法令索引では実効性を喪失しており効力がないものとしている。
国有財産法16条に類似の規定がある。
大勲位菊花大綬章及副章製式ノ件（明治10年12月25日太政官達第97号）
大勲位菊花大綬章および副章の製式を規定したもの。 政令としての効力を有するとの行政解釈に従い、勲章従軍記章制定の件等の一部を改正する政令（平成14年政令第277号)2条によって改正されている。
（旧）刑法（明治13年12月7日太政官布告第63号）
現行刑法（明治40年法律45号）の制定に伴い廃止された、いわゆる旧刑法である。廃止されているが、刑法施行法（明治41年法律第29号）により、公選の投票を偽造する罪に関する規定（旧刑法233条から236条まで）が当分の間は効力を有するものとされており（刑法施行法25条）、個別の罰則規定がない公選の選挙に適用される。また、附加刑としての剥奪公権・停止公権の内容に関する規定（旧刑法31条、33条）はこれらの規定があるために人の資格に関し別段の規定を設けていない場合については人の資格に関し刑法施行前と同一の効力を有するとされている。
最大判昭和24年4月6日刑集3巻4号456頁が、旧刑法234条（公選投票賄賂）の現行の法律としての効力を肯定している。また、最判昭和53年7月7日集刑211号637頁が、旧刑法235条（加重的投票偽造）および236条（公選投票詐偽報告）を適用している。
褒章条例（明治14年12月7日太政官布告第63号）
栄典の一種である褒章について定めたもの。政令としての効力を有するとの行政解釈に従い、褒章条例の一部を改正する政令（昭和30年政令第7号）および褒章条例の一部を改正する政令（平成14年政令第278号)によって改正されている。
官報の発行（明治16年6月20日太政官達第27号）
官報を明治16年7月1日より発行するとしたもの。
日本法令索引〔明治前期編〕では2006年（平成18年）現在効力を有するとされており、e-Gov法令検索と日本法令索引にも現行法令として掲載されている。もっとも、官報の発行に関する法律（令和5年法律第85号）が制定されたことにより、2025年4月1日以降は、同法に基づき官報が発行されている。
爆発物取締罰則（明治17年12月27日太政官布告第32号）
治安を妨げまたは人の身体財産を害する目的による爆発物の使用等を処罰するもの。最二判昭和34年7月3日刑集13巻7号1075号が、現行の法律としての効力を肯定しており、太政官制廃止後の改正も法律により行われている。
海底電信線保護万国連合条約（明治18年7月17日太政官布告第17号）
海底電信線保護万国連合条約への加入するとの勅旨を公布したもの。
太政官布告として公布されたものの、国内法ではなく条約であるためe-Gov法令検索には掲載されておらず、外務省の条約検索データ検索のサイトに掲載されている。
外国勲章佩用願規則（明治18年11月21日太政官布告第35号）
外国勲章を受けた者の佩用願に関する手続を定めたもの。
e-Gov法令検索には現行法令として掲載されておらず、日本法令索引でも日本国憲法施行の際現に効力を有する命令の規定の効力等に関する法律（昭和22年法律第72号）1条により1947年（昭和22年）12月31日限り失効したとされているが、日本法令索引〔明治前期編〕では、2006年（平成18年）現在効力を有するとされている。

## 法律扱いとされた後廃止されたもの
- 明治2年6月25日行政官達(士族の称に関する件)：※
- 明治3年太政官布告第57号(商船規則）：国旗及び国歌に関する法律(平成11年法律第127号)により廃止
- 明治4年太政官布告第267号(新貨条例）：貨幣法(明治30年法律第16号)により廃止
- 明治5年太政官布告第29号(世襲の卒士族に編入伺出方に関する件)：※
- 明治5年太政官布告第44号(郷士士族に編入伺出方に関する件)：※
- 明治7年太政官布告第73号(華士族分家者の平民籍編入に関する件)：※
- 明治11年太政官布告第17号(郡区町村編制法）：郡制(明治23年法律第36号)により廃止
- 明治13年太政官布告第3号(士族戸主死亡後に於ける族称廃絶に関する件)：※
- 明治13年太政官布告第36号(刑法)：刑法(明治40年法律第45号)により廃止。ただし、前記の通り一部規定は有効。

※　日本国憲法施行の際現に効力を有する命令の規定の効力等に関する法律(昭和22年法律第72号)により廃止